# Miami (álbum)
Miami es el quinto álbum de estudio de Babasónicos y el último en el que participa DJ Peggyn quién se desvincula del proyecto por diferencias artísticas.

## Lista de canciones
| N.º | Título              | Escritor(es)                                        | Duración |  |
| 1.  | «4 AM»              | A. Rodríguez                                        | 4:04     |  |
| 2.  | «Desfachatados»     | A. Rodríguez; D. Rodríguez; G. Manelli              | 3:55     |  |
| 3.  | «El Ringo»          | M. Dominguez                                        | 3:26     |  |
| 4.  | «El Sumum»          | A. Rodríguez; D. Rodríguez; G. Manelli              | 2:29     |  |
| 5.  | «La Roncha»         | A. Rodríguez; G. Manelli                            | 4:14     |  |
| 6.  | «Paraguayana»       | A. Rodríguez; D. Tuñón; W. Kleberis                 | 3:42     |  |
| 7.  | «Valle de Valium»   | A. Rodríguez                                        | 2:44     |  |
| 8.  | «Bardo de estrella» | D. Rodríguez; D. Tuñón; W. Kleberis                 | 1:38     |  |
| 9.  | «El Playboy»        | A. Rodríguez; D. Rodríguez; G. Manelli; W. Kleberis | 3:41     |  |
| 10. | «Drag dealer»       | A. Rodríguez; D. Tuñón                              | 3:21     |  |
| 11. | «Gustavo show»      | A. Rodríguez                                        | 4:27     |  |
| 12. | «Combustible»       | A. Rodríguez; D. Rodríguez; G. Manelli              | 3:26     |  |
| 13. | «Charada»           | A. Rodríguez                                        | 2:55     |  |
| 14. | «Grand Prix»        | M. Dominguez                                        | 3:40     |  |
| 15. | «Colgado»           | D. Rodríguez; W. Kleberis                           | 2:17     |  |
| 16. | «Mal viaje»         | A. Rodríguez; D. Tuñón                              | 2:25     |  |
| 17. | «El shopping»       | A. Rodríguez; D. Rodríguez; G. Manelli              | 2:56     |  |
| 18. | «Casualidad»        | A. Rodríguez; D. Rodríguez                          | 3:37     |  |

## Personal
- Producción: Babasónicos.
- Grabación: Gustavo Iglesias.
- Mezcla: Andrew Weiss.
- Asistencia: Chofi Faruolo.
- Mastering: Howie Weinber.
- "Identikit": Horacio Gallo.
- Diseño gráfico: Alejandro Ros.

## Cortes de difusión
- «Desfachatados» (1999)
- «El sumum» (1999)
- «El playboy» (1999)